# Leonel Álvarez
Leonel de Jesús Álvarez Zuleta (Remedios, Antioquia megye, 1965. július 30. –) kolumbiai válogatott labdarúgó, edző.
A kolumbiai válogatott tagjaként részt vett az 1990-es és az 1994-es világbajnokságon, illetve az 1987-es, az 1989-es, az 1991-es, az 1993-as és az 1995-ös Copa Américán.

## Sikerei, díjai

### Játékosként
Atlético Nacional
- Kolumbiai bajnok (1): 1991
- Copa Libertadores győztes (1): 1989

América de Cali
- Kolumbiai bajnok (1): 1992

Kolumbia
- Copa América bronzérmes (3): 1987, 1993, 1995

### Edzőként
Independiente Medellin
- Kolumbiai bajnok (1): 2009